# Ambulanceredder
En ambulanceredder er en person der bemander en ambulance.
Der er i Danmark tre niveauer af uddannelsen.
1. Ambulanceassistent
2. Ambulancebehandler
3. Paramediciner

Siden 2001 har man skullet gennemgå redderuddannelsen for at blive ambulanceassistent.
For at starte uddannelsen som ambulancebehandler skal man have virket som assistent i mindst 18 måneder og efter yderligere 36 måneder kan man uddannes til paramediciner.
Ifølge Bekendtgørelse om planlægning af sundhedsberedskabet og det præhospitale beredskab samt uddannelse af ambulancepersonale m.v. skal alle ambulancer i Danmark være bemandet med mindst en ambulancebehandler. Den anden skal mindst være uddannet ambulanceassistent.